# Lydia Jeanty
 (mars 2023).
Pour les articles homonymes, voir Jeanty.
Lydia Jeanty est une femme politique. Elle est la première femme haïtienne nommée sous-secrétaire d'état au département du travail.

## Biographie

### Enfance et formation
Lydia Jeanty est la fille d'Occide Jeanty. Elle suit un parcours scolaire classique, d'abord chez  les Sœurs de Saint-Joseph de Cluny, et elle passe ensuite à l'École normale.

### Carrière
Lydia Jeanty commence sa carrière professionnelle en tant qu'enseignante, d'abord au collège Louverture,et ensuite en tant que directrice au collège Lespinasses. Parallèlement à sa carrière, elle est militante des  droits de la femme  au sein de l'association "la Ligue",, où elle occupe successivement les fonctions de trésorière, de secrétaire générale en 1952, de vice-présidente en 1955.
Lydia Jeanty est la première femme haïtienne nommée sous-secrétaire d'Etat au département du Travail, en 1957. Début 1958, elle est nommée  ministre-conseiller à l'ambassade d'Haïti (en) à Londres,.